# DB4Web
DB4Web steht für Database for Web und ist ein von der Siemens AG entwickelter Applikationsserver, dessen Skriptsprache eine an PHP angelehnte Syntax hat. Einsatzgebiet ist die dynamische Erstellung von professionellen Webanwendungen in Verbindung mit einer oder mehreren Datenbanken.

## Geschichte
Entwickelt wurde DB4Web im Jahre 1996 als eine leicht zu erlernende Skriptsprache für professionelle Webapplikationen.
Im Laufe der Jahre wurde die Skriptsprache PHP, die zunächst nur für kleine Homepage-Projekte genutzt wurde, immer stabiler und professioneller und drängte DB4Web immer mehr in den Hintergrund. Angesichts der großen Konkurrenz an Web-Sprachen wurde die Weiterentwicklung 2003 gestoppt.

## Allgemeines
DB4Web ermöglichte durch seine skalierbare Architektur eine Verteilung auf mehrere Server und brachte schnelle Zugriffszeiten auf die Daten. Die Datenbankanbindung umfasste zahlreiche Datenbanksysteme wie Ingres, Oracle, mySQL, Informix, DB2, SQL-Server, ODBC, Adabas C/D, Sesam/SQL, UDS/SQL, aber auch Schnittstellen zu CORBA, SAP R/2 und SAP R/3, LDAP und BS2000. Als Betriebssystem konnten Unix, Linux oder Windows NT eingesetzt werden.

## Code-Beispiel
Einfache Datenbankausgabe mit DB4Web:
```
.SQL "dbname" "oracle" "dbuser" "dbpasswd" 
    SELECT id, name, vorname FROM anwender
 .ENDSTATEMENT
 <ul>
 .WHILE :_fetchstatus == 0
  .FETCH
   <li><a href="show_details.d4w?id=:id">:name, :vorname</a>
 .ENDWHILE
 </ul>

.ENDSQL
.COMMIT
```

Als Ausgabe kommt eine Liste mit Namen aus der Tabelle ´anwender´.